# Kidira
Kidira est une localité frontalière du Sénégal oriental. Elle représente le principal point de passage vers le Mali.

## Histoire
Cette petite ville se trouve dans la région historique du Boundou, autrefois carrefour économique.

## Administration
Kidira faisait partie de la communauté rurale de Bélé (dont Bélé est le chef-lieu) au sein du  département de Bakel, dans la région de Tambacounda.
Kidira est devenue une commune à part entière en juillet 2008.

## Géographie
Kidira est située à 692 km de la capitale Dakar par la route nationale 1 sur la rive gauche de la rivière Falémé, affluent du fleuve Sénégal, elle fait face à la localité de Diboly sur la rive Malienne.
Les localités les plus proches sont Sintiou Dioye, Seling, Wouro-himadou, Alahina,  Diboly, Nayes.

### Population
Selon le PEPAM (Programme d'eau potable et d'assainissement du Millénaire), Kidira compterait 3 829 personnes et 415 ménages.
Beaucoup d'habitants sont peuls, mais d'autres groupes ethniques du Sénégal sont également représentés comme les Soninkés et les Bambara.

### Activités économiques
Les ressources locales proviennent principalement de l'élevage et de l'agriculture et surtout du commerce.
Gare ferroviaire sur la ligne reliant Dakar à Bamako, la localité n'était pas facilement accessible par la route, même si le tronçon Kidira-Kayes a été récemment bitumé. Les touristes y sont peu nombreux.